# イグナシオ・ドッティ
イグナシオ・ドッティ（Ignacio Dotti、1994年8月18日 - ）は、スーペル・ラグビー・アメリカス、ペニャロール・ラグビーに所属するラグビーユニオン選手。

## プロフィール
- ウルグアイ・モンテビデオ出身[1]。
- ポジションはロック(LO)。
- 身長 191cm、体重 102kg
- U20ウルグアイ代表に選ばれたことがある[2]。
- ウルグアイ代表キャップは59（2025年3月現在）でワールドカップ2019・ラグビーワールドカップ2023のウルグアイ代表に選ばれた[3][4]。

## 略歴
2019年、ニューオーリンズ・ゴールドに加入。
2024年、ペニャロールに加入。